# Ramon Berdomàs
Ramon Berdomàs Llunell (ou Ramon Berdemàs Llunell) né le 24 avril 1900 à Barcelone et mort le 19 avril 1963 dans cette même ville est un nageur et joueur de water-polo espagnol ayant participé aux Jeux olympiques d'été de 1924 à Paris.

## Biographie
Membre du Club Natació Barcelona, il est quatre fois champion d'Espagne du 100 mètres nage libre, en 1916 (1 min 20 s 6), 1917 (1 min 19 s 2), 1918 (1 min 22 s 6) et 1919 (1 min 24 s 8) ; il est aussi champion d'Espagne du 1 500 mètres nage libre en 1915 (22 min 50 s). Il est champion d'Espagne du relais 5 × 50 mètres nage libre en 1919 (3 min 0 s 6), 1923 (3 min 29 s), 1924 (2 min 48 s 6) et 1925 (2 min 56 s 2) ; avec son club, il est aussi champion d'Espagne du relais 4 × 200 mètres nage libre en 1923 (13 min 34 s 4) et 1925 (12 min 29 s).
Il fait partie de l'équipe espagnole de water-polo aux Water-polo aux Jeux olympiques de 1920 à Anvers. L'équipe est sèchement battue 9 à zéro par l'équipe britannique en quarts de finale.
Aux Jeux de Paris, l'équipe espagnole du relais 4 × 200 mètres nage libre (Ramon Berdomàs, Pedro Méndez, Juli Peradejordi i Vergara et José Manuel Pinillo) termine 4e et dernière de sa série en 12 min 21 s 2 et n'est pas qualifiée pour la finale.